# Barsy Adolf Ágost
Barsy Adolf Ágost (Pest, 1872. március 17. – Budapest, 1913. december 25.) festőművész.

## Életútja
Barsy Adolf és Lehner Mária fiaként született. Festőpályára a reáliskola után ment, eleinte Balló Ede mellett dolgozva. Elvégezte a Mintarajziskolát (mestere Greguss János), majd királyi ösztöndíjjal a bécsi képzőművészeti akadémiára járt. Itt Siegmund L’Allemand és Christian Griepenkerl voltak mesterei. Münchenben (Hollósy Simon mesterképzésében), majd rövidebb időn át Párizsban szerzett művészeti tájékozódást, festői tapasztalatokat s hazatérve, Feszty Árpád körképének festésében segédkezett. Ezután Lotz Károly mesteriskolájának tagja lett és itt dolgozott egészen a mester haláláig, ismertebb munkái közül felsorolhatjuk a következő falfestményeket: a pannonhalmi ezredéves emlék, a dorozsmai és a felsőtárkányi plébániatemplom, az egri székesegyház sanctuariuma freskója (Krenner Viktorral együtt), a Képzőművészeti Főiskola lépcsőházának Múzsái (temperafestmény), a jászapáti plébánia templom freskója (ezt Vágó Pállal együtt végezte), a Szépművészeti Múzeum több mennyezet-medaillonja. 1897. december 9-én Budapesten, az Erzsébetvárosban feleségül vette Strohoffer Mária Terézia zongoratanárnőt. Az 1900. évi párizsi világkiállítás alkalmával, a kiállítás magyar pavillonjának belső díszítéseit bízták rá, s ugyancsak itt, az ún. huszárterem számára festett egy képet, amelynek címe volt: magyar huszárok a befagyott Zuider tó jegén. Művei közül megemlíthetjük még Pálffy Miklós herceg arcképét, két képét a Ludovika Akadémia dísztermében, amelyek a király előtt gyakorlatokat végző katonai növendékeket ábrázolnak, a Szépművészeti Múzeumban lévő önarcképét, Szent László megváltja a fogoly leányt c. művét, amellyel a kultuszminisztérium falikép-pályázatán nyert díjat, önarcképét, a nyíregyházi és felnémeti templomok oltárképeit. Esztendőkön át tartó munkaképtelenség után, amit súlyos idegbaja idézett elő, 1913. december 23-án halt meg Budapesten. Műveit a Magyar Nemzeti Galéria őrzi, önarcképe a Történelmi Képcsarnokban található. Leginkább falfestményeken munkálkodott, főleg ebben az irányban képezte magát, de emellett tájképekkel és portrékkal is, meglehetősen sűrűn szerepelt a Műcsarnok kiállításain s vidéki tárlatokon.